# 老斤里虐殺事件

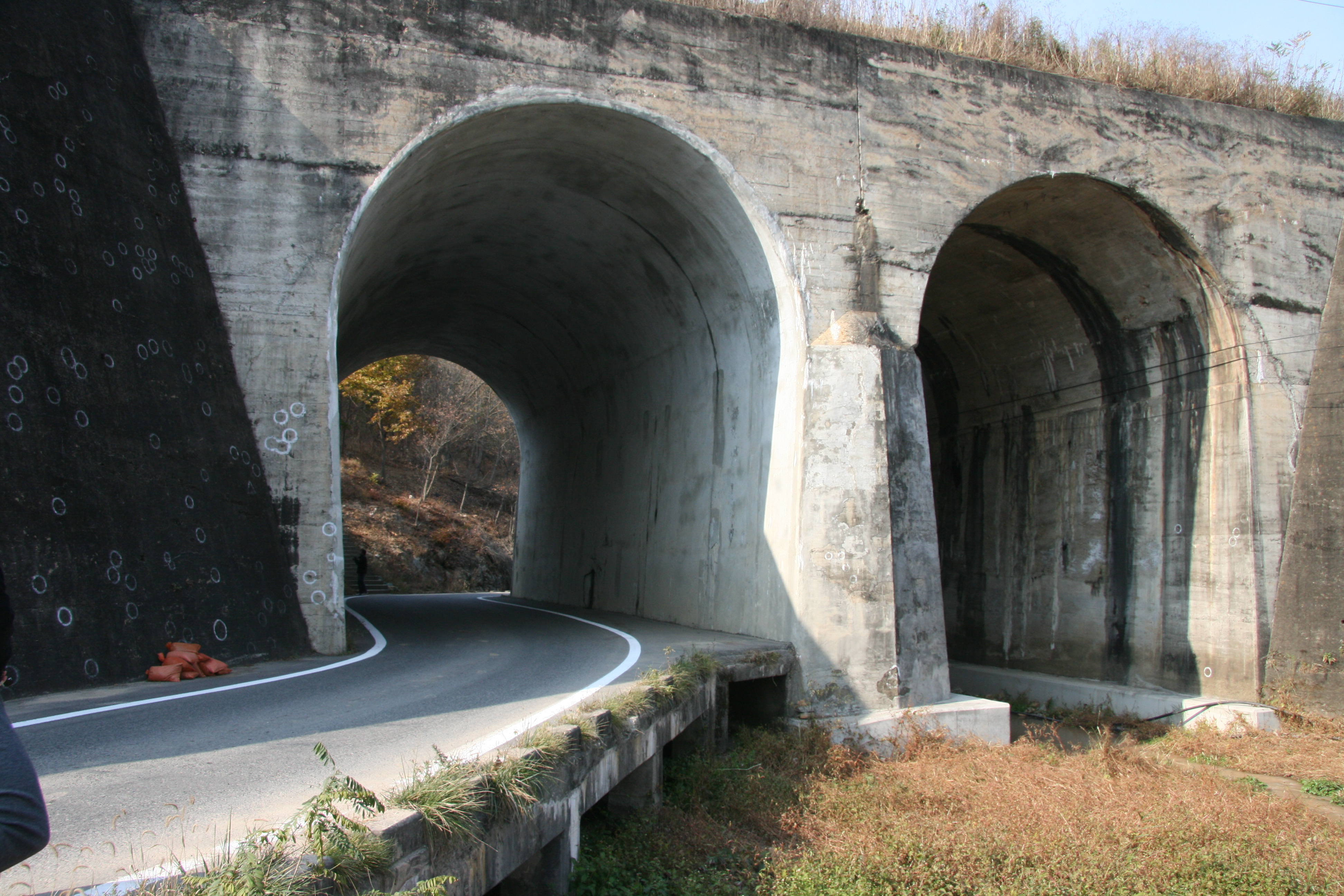
事件の現場であった京釜線鉄道橋（2008年11月撮影）。当時の弾痕が残っている

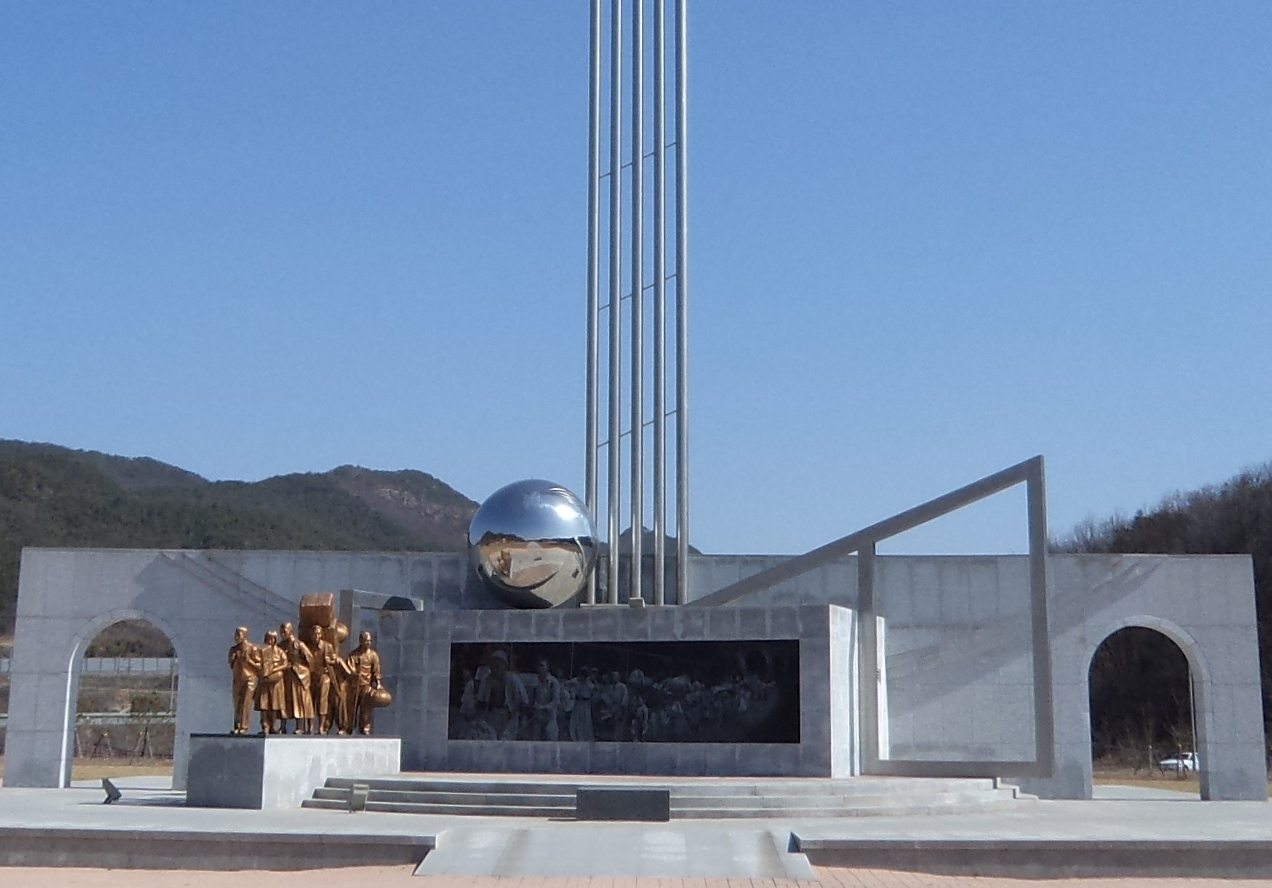
老斤里平和公園にある慰霊塔

老斤里虐殺事件（ノグンニぎゃくさつじけん）は、朝鮮戦争中の1950年7月に起きたアメリカ軍による韓国民間人の虐殺事件。第25師団長ウィリアム・B・キーン少将による7月26日の「戦闘地域を移動するすべての民間人を敵とみなし発砲せよ」という命令に基づき行われた。　
なお、同戦争中に行なわれた米韓連合軍の民間人虐殺はこれ一件に留まるものではなく、収監されていた1000人以上の政治犯も軍命で処刑（＝殺害）されていた事が、後に文書調査で判明している（外部リンク中「老斤里の虐殺」を参照）。

## 概要
朝鮮戦争のさなか北朝鮮軍の攻撃を防御していた、国連軍の一部であるアメリカ陸軍第7騎兵連隊所属部隊は忠清北道永同郡黄澗面老斤里の京釜線永同老斤里双窟橋付近にいた韓国人避難民のなかに北朝鮮兵が混じっていると疑い、避難民を鉄橋の上に集めて空軍機が機銃掃射を行い、逃げたものは米兵が追い詰めて射殺した。このため約300名の韓国人民間人が虐殺された。
長く伏せられていたが、1994年に韓国人生存者が著書を出版、1999年9月9日AP通信が大々的に報道した。同年10月29日在韓米軍が現地調査を実施し、2004年には事件の犠牲者の名誉を回復する法案が韓国国会を通過した。韓国における反米軍感情が高まる原因のひとつとなった。

## 書籍
- 朝鮮の虐殺　20世紀の野蛮から訣別するための現場報告書　(呉連鎬(著)、大畑龍次/大畑正姫(訳)) ISBN 978-4-872335-59-0
- ノグンリ虐殺事件　君よ、我らの痛みがわかるか　（鄭殷溶（著）、伊藤政彦（訳）、寿郎社刊　ISBN 978-4902269321

## 関連映画
- 小さな池 1950年・ノグンリ虐殺事件（朝鮮語版） - 2010年4月に韓国国内で公開。日本では2011年5月に公開。

## 参考資料
1. ↑  大韓民国標準語・標準発音法第20項の但し書きに該当し、노글리（ノグルリ）ではなく노근니（ノグンニ）と発音される。